# Consagración de Rusia

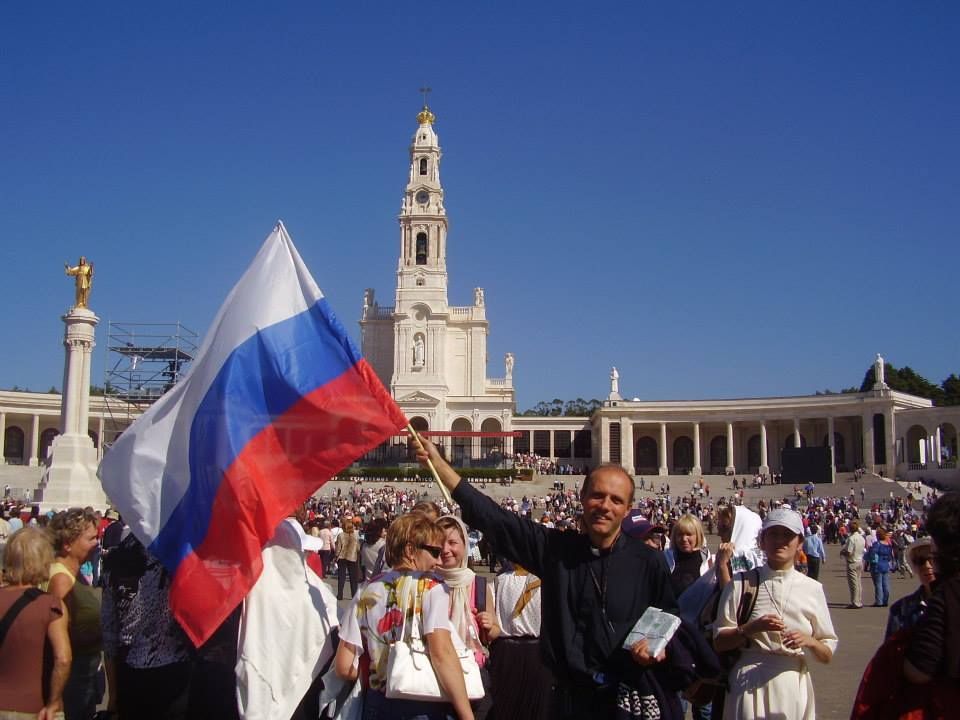
Peregrinos rusos en el Santuario de Fátima en Portugal

La consagración de Rusia al Inmaculado Corazón de María por un acto específico del papa con todos los obispos del mundo fue ordenada por una aparición de la Virgen María a Lucía dos Santos.

## Apariciones a Lucía dos Santos
En 1917 la Virgen se apareció en Fátima, Portugal, a tres niños y les dijo que volvería para pedir la consagración de Rusia a su Inmaculado Corazón, añadiendo: "Si se atienden mis deseos, Rusia se convertirá y habrá paz; si no, esparcirá sus errores por el mundo, promoviendo guerras y persecuciones a la Iglesia."
En 1929 Lucía dos Santos (una de las tres personas que presenciaron las apariciones de Fátima) se encontraba en la localidad española de Tuy y tuvo una visión de la Santísima Trinidad y de la Virgen María, que le dijo que había llegado el momento de que el papa realizase la consagración en unión con todos los obispos del mundo.
En 1931 Jesús se le apareció a Lucía y le dijo que le hiciera saber a sus ministros que, en vista de que seguían el ejemplo del rey de Francia, en la dilación de la ejecución de la petición, también lo habrían de seguir en la aflicción. Esto hace referencia a que el rey de Francia se negó a consagrar su país al Sagrado Corazón de Jesús cuando esto fue pedido por la vidente Margarita María de Alacoque en 1689 y a que 100 años después cayó la monarquía francesa.

## Consagraciones
El papa Pío XII consagró el mundo al Inmaculado Corazón de María en 1942 con un mensaje de radio dirigido a Fátima. Además, Pío XII consagró específicamente a los "pueblos de Rusia" al Inmaculado Corazón en 1952 con una carta apostólica. Juan Pablo II consagró el mundo al Inmaculado Corazón en 1984, en un acto al que estuvieron convocados todos los obispos del mundo. En 2010 Benedicto XVI consagró a los sacerdotes al Inmaculado Corazón en Fátima y en 2013 Francisco consagró el mundo a la "Bienaventurada María Virgen de Fátima".
Lucía afirmó que la consagración había sido hecha como había pedido la Virgen en 1984 en una carta fechada el 8 de noviembre de 1989.
En 2017 el cardenal estadounidense Raymond Leo Burke dijo que, aunque la consagración del mundo de 1984 incluyó implícitamente a Rusia, este país debía nombrarse explícitamente en una futura consagración.
El 2 de marzo de 2022 los obispos católicos ucranianos dirigieron una carta al papa Francisco pidiéndole la consagración de Ucrania y Rusia al Corazón de María. El 15 de marzo Matteo Bruni, director de la Oficina de Prensa de la Santa Sede, informó a los periodistas de que el papa lo haría el 25 de marzo en una celebración penitencial en la Basílica de San Pedro y que, a la vez, el cardenal polaco Konrad Krajewski haría lo mismo en Fátima. El 17 de marzo el nuncio en los Estados Unidos, Christophe Pierre, anunció que el papa invitaría a todos los obispos del mundo a unirse a la consagración, y añadió: "En los próximos días, el Santo Padre dirigirá una carta de invitación a los obispos, adjuntando el texto de la Oración de Consagración en los distintos idiomas". El 18 de marzo Matteo Bruni confirmó que la intención del papa era realizar la consagración en unión con todos los obispos del mundo. La consagración fue realizada el 25 de marzo de 2022, a las seis y media de la tarde. El papa pronunció las siguientes palabras:

[...] Madre de Dios y nuestra, nosotros solemnemente encomendamos y consagramos a tu Corazón inmaculado nuestras personas, la Iglesia y la humanidad entera, de manera especial Rusia y Ucrania.

## Iglesia ortodoxa
En los tiempos de la Unión Soviética se persiguió el cristianismo. Sin embargo, desde la disolución de la Unión Soviética, el 8 de diciembre de 1991, hasta el 2012 el número de católicos en Rusia ha disminuido de 500 000 a solo 140 000, lo que supone solamente un 0,1 % de la población. La conversión de Rusia al catolicismo no se ha producido. Por el contrario, tras la caída del comunismo tuvo lugar un aumento de la religiosidad ortodoxa en la población. Con la Unión Soviética existían solo 67 diócesis de la Iglesia ortodoxa en toda Rusia y en 2008 el número se había elevado hasta las 200, de 21 monasterios pasó a haber 620 y de 6893 parroquias pasó a haber 23 000.
Existe una versión no confirmada de que en 1946, durante una reunión de jóvenes católicos en Fátima, una niña rusa, Natasha Derfelden, le preguntó a Lucía cómo debía llevarse a cabo la conversión de Rusia. Lucía informó que la consagración debía ser realizada por la Iglesia Ortodoxa y el "Rito Oriental". John Haffert la cita en su libro, pero dice que sólo tuvo 2 referencias que comentaron esto, lo cual parece poco creíble.
Otra forma de conversión, descrita por el cardenal Joseph Ratzinger (más tarde papa Benedicto XVI), implica una conversión del corazón.